# Homo luzonensis

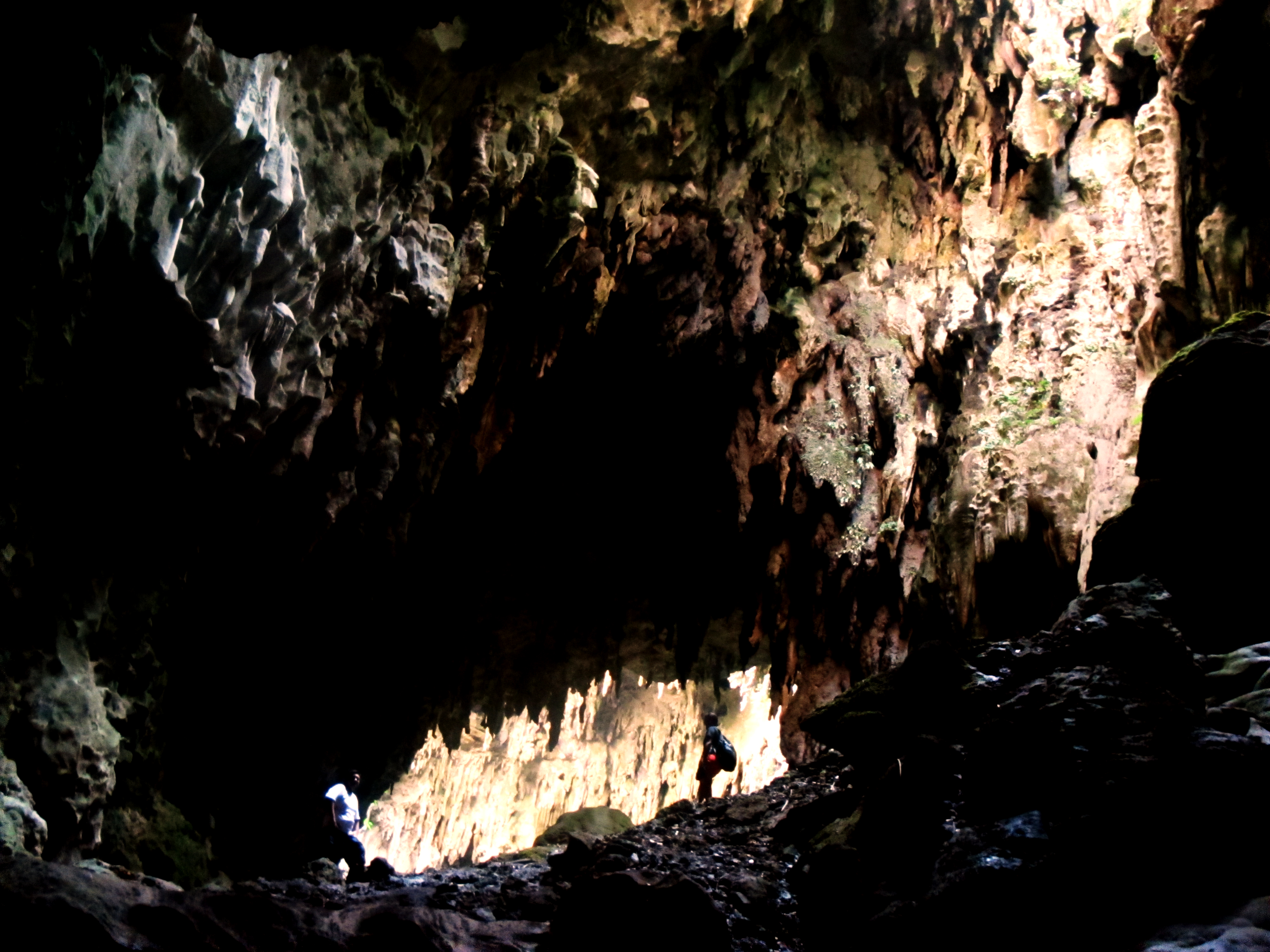
Грот пещеры Кальяо

Человек лусонский (лат. Homo luzonensis) — вид вымерших людей трибы гоминини.

## Открытие
В 2007 году в пещере Кальяо на северо-востоке острова Лусон, в провинции Кагаян была найдена третья плюсневая кость. Классификация находки была спорной и заняла некоторое время. В 2010 году останки всё же были классифицированы как принадлежащие человеку разумному. В 2011 и 2015 годах были откопаны набор верхних заклыковых зубов, два зуба других индивидов, две фаланги кисти, кусок бедренной кости ребёнка и две фаланги стопы. К этому моменту также был проведён ряд генетических исследований, которые не дали результатов.
10 апреля 2019 года группа учёных во главе с Армандом Михаресом из Университета Филиппин Дилиман опубликовала свои исследования в научном журнале Nature, назвав недавно идентифицированный человеческий вид, живший на острове Лусон по разным данным от 50 000 до 67 000 лет назад, Homo luzonensis. Останки состоят из семи зубов и шести мелких костей и являются третьим знаковым открытием останков древнего человека на островах Юго-Восточной Азии за последние 15 лет. В конечном счёте, ранее обнаруженные останки человека в пещере Кальяо были реклассифицированы как принадлежащие виду хомо лусоненсис.

## Описание
Одна из самых ярких черт нового вида — крайне мелкие зубы. Премоляры по размеру находятся между значениями «флоресских хоббитов» и современных пигмеев, моляры намного меньше тех и других. Размеры моляров уменьшаются от первого к третьему, что типично для современного человека, но не архаичных гоминид. Строение коронки похоже на вариант сапиенсов, хотя частично напоминает и «хоббитов».
Фаланги кисти — средняя и концевая — довольно специфичны. Средняя очень большая, изогнутая, сжатая по вертикали, с мощными местами прикрепления сгибателей и выступами на тыльной стороне основания и головки, с резким сужением перед головкой. Концевая фаланга кисти меньше, чем у людей, хотя и превосходит «хоббичью», очень тонкая, стройная, опять же по форме напоминает человеческую, но с загнутой головкой, как у австралопитеков.
Проксимальная фаланга стопы больше всего похожа на австралопитековую: крайне изогнута, с минимальным сужением в середине и слабо наклонным основанием. А вот размер её вполне сопоставим с «хоббичьим» и человеческим пигмейским и намного меньше, нежели у австралопитеков. Средняя фаланга стопы по размерам намного уступает австралопитековым и чуть больше, чем у «хоббитов» и людей.